# Le Modèle millionnaire
Le Modèle millionnaire (en anglais : The Model Millionaire), aussi traduit en français sous le titre de Le Millionnaire modèle, est une courte nouvelle (une dizaine de pages) d'Oscar Wilde, publiée en 1887.
Le texte est inclus dans le recueil Le Fantôme de Canterville et autres nouvelles.

## Résumé
Hughie Erskine est amoureux et veut se fiancer à une fille mais le père de celle-ci ne voudra pas, puisque Erskine n'a pas assez de ressources. Alan Trevor, l'ami d'Erskine, est un peintre ; un jour, il lui rend visite à son atelier, et le trouve avec un mendiant pitoyable : le modèle pour sa peinture. Erskine a seulement une pièce de monnaie, dont il dépend pour son transport, mais il décide qu'il peut marcher pour deux semaines environ et donne la pièce de monnaie au mendiant.
Le mendiant est en réalité un baron immensément riche, cherchant, par amusement, à faire peindre un portrait de lui en mendiant. Il est si impressionné par la générosité d'Erskine qu'il lui donne 10 000 £, assez pour que le père de la fille consente à sa proposition.